# Alloteuthis africana
Alloteuthis africana es una especie de molusco cefalópodo de la familia Loliginidae.